# Псалом 103

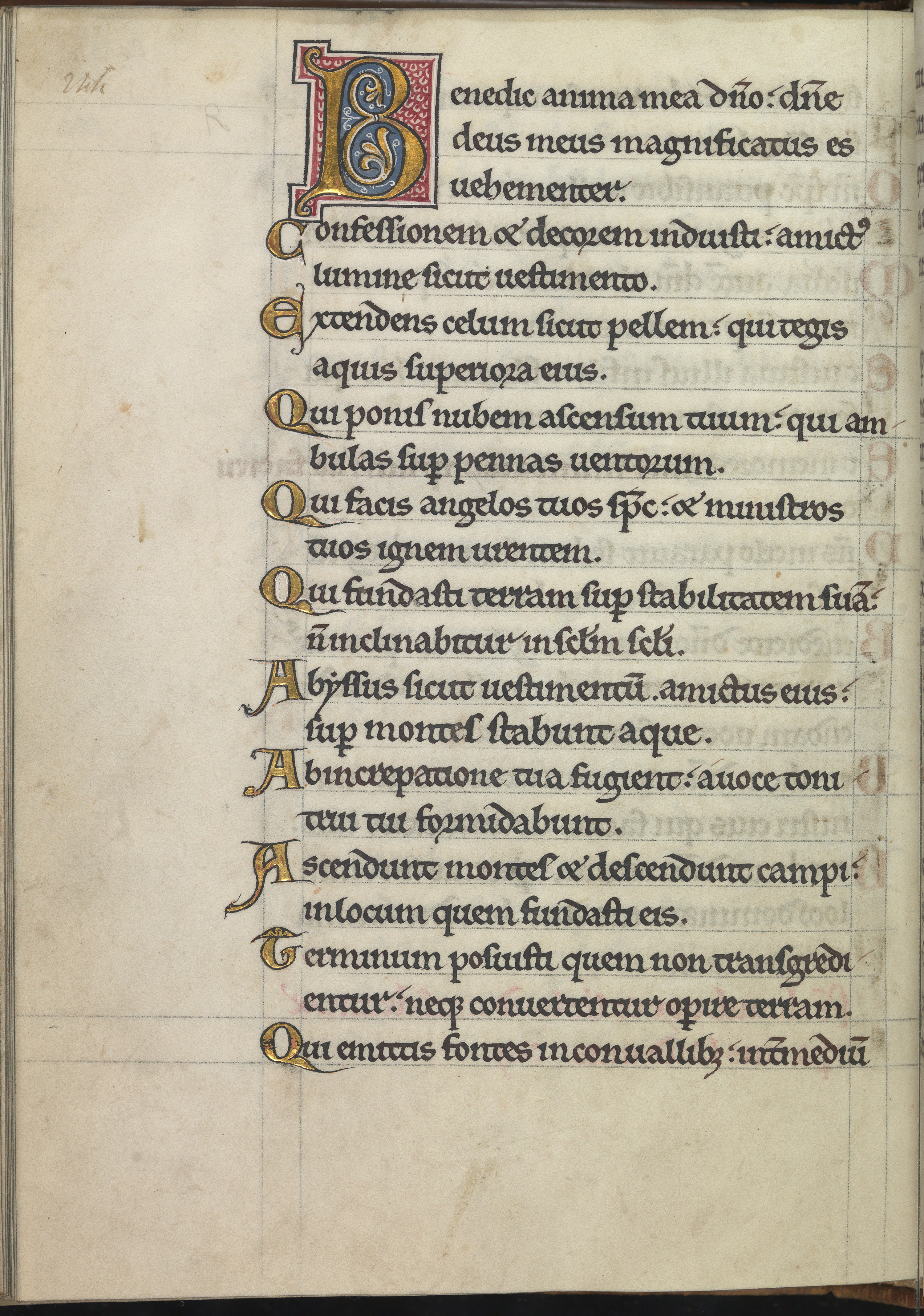
103-й псалом на листе из Псалтири Алиеоноры Аквитанской

Сто третий псалом — 103-й псалом из книги Псалтырь (в масоретской нумерации — 104-й). Известен по латинскому инципиту Benedic anima mea Domino, «Благослови душе моя Господа». Выделяется из остальных псалмов своей особой темой, 103-й псалом — это песнь о красоте и величии мироздания. В православии также называют «Предначинательным псалмом» (от προοιμιακὸς ψαλμός — «вступительным псалмом»).

## Надписание и авторство псалма
В еврейском тексте Библии этот псалом не имеет надписания, он начинается с тех же слов, что и предыдущий, 102-й псалом: «Благослови, душа моя, Господа» (בָּרֲכִי נַפְשִׁי אֶת יְהוָה‎). В Септуагинте присутствует надписание Τῷ Δαυΐδ, указывающее на то, что псалом написан царём Давидом. В славянской Библии, вследствие необычности псалма, в надписание добавлено краткое описание содержания: «Псалом Давиду, о мирстем бытии», что в русском надписании читается: «Псалом Давида, о сотворении мира».

## Содержание псалма
103-й псалом представляет собой хвалу Богу как Творцу мира, в котором раскрываются Его премудрость, могущество и величие. Описание природы в псалме сделано очень поэтично и сильно в художественном отношении. В тексте содержится множество аллюзий на рассказ о шести днях сотворения мира (Быт. 1). Псалом близок к египетским гимнам Солнцу эпохи Эхнатона, с которыми его часто сравнивают, хотя однозначной связи между ними не установлено.
Фраза «Благослови, душа моя, Господа», с которой псалом начинается, является также и его завершением. В еврейском тексте Библии и его переводах, в том числе, в синодальном переводе за ним следует слово «аллилуйя», причём это первое место в книге псалмов, где оно появляется. В Септуагинте (и, соответственно, в славянской Библии) это слово относится не к 103-му псалму, а к следующему за ним.

## Богослужебное использование
Иудаизм
103-й псалом широко используется в богослужениях. Он читается в завершающей части молитв в новомесячие, в поминальных службах, у сефардов — в утреннем богослужении Йом-кипура. В зимний период он читается вместе с псалмами 119—133 по субботам после дневного богослужения; по первым строкам псалма всё это чтение называется בָּרֲכִי נַפְשִׁי‎ (бархи нафши).
103:14 «чтобы произвести из земли пищу» перефразированным используют в молитве перед едой «Благословен Ты, Господи, Бог наш, Царь Вечный, производящий из земли пищу».
Православие
103-й псалом читается в начале вечерни. Таким образом, он открывает суточный богослужебный круг, поэтому традиционно называется «предначинательным». Этот псалом выбран в качестве начала вечерни, потому что напоминает о шести днях творения, которое, согласно Быт. 1, началось вечером. Чтение псалма не сопровождается никакими обрядами, более того, священник во время его чтения как бы отстраняется от службы, выйдя из алтаря и закрыв царские врата; эта символика напоминает об Адаме, стоящем перед закрытыми воротами рая, из которого он был изгнан (Быт. 3:23, 24). На великой вечерне (накануне праздников) этот псалом поётся в особом торжественном стиле.
Также 103-й псалом поют во время Великого поста, до отдания праздника Богоявления, в Благовещение на утрени. Отдельные стихи псалма поют по разным случаям.
103:1 «благослови, душа моя, Господа! Господи, Боже мой! Ты дивно велик, Ты облечён славою и величием» поют на крещении в молитве об оглашенных, также на литургии в Преображение Господне, Благовещение, Великий пост.
103:2 «Ты одеваешься светом, как ризою, простираешь небеса, как шатёр» поют на крещении во время облачение крещаемого в белые одежды, также в Богоявление, Благовещение, в предпразднество Успения Пресвятой Богородицы.
103:3 «устрояешь над водами горние чертоги Твои, делаешь облака Твоею колесницею, шествуешь на крыльях ветра» поют на крещении, также на Рождество Богородицы, на 5-й неделе после Пасхи, Великий пост, в молитве о дожде, в предпразднество Просвещения.
103:5 «Ты поставил землю на твёрдых основах: не поколеблется она во веки и веки» поют на крещении.
103:14 «Ты произращаешь траву для скота, и зелень на пользу человека, чтобы произвести из земли пищу» поют в чине о сухости бездождия, а также во время безветрия.
103:15 «и вино, которое веселит сердце человека, и елей, от которого блистает лице его, и хлеб, который укрепляет сердце человека» поют в чине о сухости бездождия.
103:27 «все они от Тебя ожидают, чтобы Ты дал им пищу их в своё время» поют в чине о сухости бездождия, а также во время безветрия.
103:30 «пошлёшь дух Твой – созидаются, и Ты обновляешь лице земли» поют при переходе католика и лютеранина в православие.
103:32 «призирает на землю, и она трясётся; прикасается к горам, и дымятся» поют на крещении, а также при землетрясении.
Католицизм
По уставу святого Бенедикта, 103-й псалом пели на утрени в субботу.

## Рецепция
Литература
103-й псалом перекладывали на стихи многие поэты (Н. Басовский, Гребнев (Ромбах), Симеон Полоцкий). М. В. Ломоносов начал перевод 103-го псалма, однако не закончил его. Так, непереведёнными остались последние 19 строк 103-го псалма, и любопытно, что и Симеон Полоцкий в «Рифмотворной псалтири» не перевёл этих же 19-и строк.

| Душе моя, Господа да благословиши, Господи, коль велик Ты и страшен Ся зриши. Во славу и лепоту еси облеченный, яко ризою, светом многим обвиенный. Ты небо, яко кожу, изволи пропяти, превысприяя водами Своя покрывати. Ты в восхождение Ти еси полагаяй облаки и онеми аер претекаяй. На крилех скоротечна ветра Ты ходиши, не вещественны духи, ангелы сотвориши. И во виде паляща огня служат Тебе раби Твои, иже Тя песнословят в небе. Тобою на тверди си земля основанна и во веки не будет та поколебанна. Ону, яко же риза, бездна одеваше и на горах высоких вода везде бяше. Но запрещением Ти воды низпадоша, на глас грома Твоего в море низтекоша. Горы быша велия поля ся постлаху, идеже основу си и место прияху. Предел водам изволил еси положити, его же не возмогут вечно преступити. Симеон Полоцкий, «Псалтирь рифмотворная», 1678 | Да хвалит дух мой и язык Всесильного Творца державу, Великолепие и славу. О Боже мой, коль Ты велик! Одеян чудной красотой, Зарёй Божественного света, Ты звёзды распростёр без счёта Шатру подобно пред тобой. Покрыв водами высоты, На лёгких облаках восходишь, Крилами ветров шум наводишь, Когда на них летаешь Ты. И воли Твоея послы Как устремления воздушны, Всесильным маниям послушны, Текут, горят, не зная мглы. Ты землю твёрдо основал, И для надёжныя окрепы Недвижны положил заклепы И вечну непреклонность дал. Ты бездною её облёк, Ты повелел водам парами Всходить, сгущаяся над нами, Где дождь рождается и снег. Их воля Твой единый взгляд, От запрещения мутятся, И в тучи, устрашась, теснятся; Лишь грянет гром Твой, вниз шумят. Восходят горы в высоту; Крутые ставишь Ты стремнины И стелешь злачные долины, Угрюмством множа красоту. Предел верьхам их положил, Чтоб землю скрыть не обратились, Ничем бы вниз не преклонились, Опричь Твоих безмерных сил. Из гор в долины льёшь ключи И прохлаждаешь тем от зноя; Журчат для сладкого покоя, Между горами текучи. И напояют всех зверей, Что окрест сёл себя питают; И ждут ослы, как в жажде тают, Отрады от руки Твоей. Слетаясь тамо птицы в тень Возносят пение и свисты, Живят вертепы каменисты И тем проводят жаркой день. Ты свыше влагу льёшь горам, Плодами землю насаждаешь, И все народы насыщаешь, Свидетелей Твоим делам. Растишь в полях траву для стад; Нам разны зелия в потребу Обильно прилагаешь к хлебу, Щедротою ко всем богат. Хлеб силой нашу грудь крепит, Нам масло члены умягчает; Вино в печали утешает И сердце радостью живит. Древам даёшь обильный тук; Поля венчаешь ими, Щедрый. Насаждены в Ливане кедры Могуществом всесильных рук. М. В. Ломоносов, между 1743 и январём 1749 |